# Lista de prefeitos de Suzano
Esta é a lista de prefeitos e vice-prefeitos do município de Suzano, estado brasileiro de São Paulo.
| Nº | Nome                            | Partido   | Vice-prefeito                             | Início do mandato       | Fim do mandato         | Observações                                                                                      |
| 1  | Abdo Rachid                     | PSD       | Eduardo Prado de Oliveira                 | 2 de abril de 1949      | 1º de abril de 1953    | Prefeito eleito em sufrágio universal                                                            |
| 2  | Alberto Nunes Martins           | UDN       | Francisco Marques Figueira                | 2 de abril de 1953      | 1º de abril de 1957    | Prefeito e vice eleitos em sufrágio universal                                                    |
| 3  | João Alves Machado              | PSD       | Paulo Portela                             | 2 de abril de 1957      | 1º de abril de 1961    | Prefeito e vice eleitos em sufrágio universal                                                    |
| 4  | Firmino José da Costa           | PDC       | Paulo Portela                             | 2 de abril de 1961      | 1º de abril de 1965    | Prefeito e vice eleitos em sufrágio universal                                                    |
| 5  | Paulo Portela                   | PSP       | Alberto Nunes Martins                     | 2 de abril de 1965      | 1º de abril de 1969    | Prefeito e vice eleitos em sufrágio universal                                                    |
| 6  | Pedro Sinkaku Miyahira          | ARENA     | Norton da Costa Soares                    | 2 de abril de 1969      | 30 de janeiro de 1973  | Prefeito e vice eleitos em sufrágio universal                                                    |
| 7  | Firmino José da Costa           | ARENA     | Djalma dos Santos Paiva                   | 31 de janeiro de 1973   | 31 de janeiro de 1977  | Prefeito e vice eleitos em sufrágio universal                                                    |
| 8  | Estevam Galvão de Oliveira      | ARENA PDS | Kazuhiro Mori                             | 1º de fevereiro de 1977 | 14 de maio de 1982     | Prefeito e vice eleitos em sufrágio universal cujos mesmos renunciaram aos seus mandatos         |
| 9  | Aristides José Rodrigues        | PDS       | Cargo vago                                | 15 de maio de 1982      | 31 de janeiro de 1983  | Presidente da Câmara como prefeito interino                                                      |
| 10 | Firmino José da Costa           | PMDB      | Pedro Ishida                              | 1º de fevereiro de 1983 | 4 de maio de 1987      | Prefeito e vice eleitos em sufrágio universal cujo titular fora cassado o mandato                |
| 11 | Pedro Ishida                    | PMDB      | Cargo vago                                | 5 de maio de 1987       | 4 de julho de 1988     | Vice-prefeito eleito no cargo de titular                                                         |
| 12 | Firmino José da Costa           | PMDB      | Pedro Ishida                              | 5 de julho de 1988      | 31 de dezembro de 1988 | Prefeito e vice eleitos em sufrágio universal cujo titular reassumiu ao cargo por ordem judicial |
| 13 | Estevam Galvão de Oliveira      | PFL       | Paulo Fumio Tokuzumi                      | 1º de janeiro de 1989   | 31 de dezembro de 1992 | Prefeito e vice eleitos em sufrágio universal                                                    |
| 14 | Paulo Fumio Tokuzumi            | PMDB      | Ciro Raful                                | 1º de janeiro de 1993   | 31 de dezembro de 1996 | Prefeito e vice eleitos em sufrágio universal                                                    |
| 15 | Estevam Galvão de Oliveira      | PFL       | Kazuhiro Mori                             | 1º de janeiro de 1997   | 31 de dezembro de 2000 | Prefeito e vice eleitos em sufrágio universal                                                    |
| 15 | Estevam Galvão de Oliveira      | PFL       | Kazuhiro Mori                             | 1º de janeiro de 2001   | 31 de dezembro de 2004 | Prefeito e vice reeleitos em sufrágio universal                                                  |
| 16 | Marcelo de Souza Cândido        | PT        | Mauro Rodrigues Vaz (PCdoB)               | 1º de janeiro de 2005   | 31 de dezembro de 2008 | Prefeito e vice eleitos em sufrágio universal                                                    |
| 16 | Marcelo de Souza Cândido        | PT        | Walter Roberto Bio (PMDB)                 | 1º de janeiro de 2009   | 31 de dezembro de 2012 | Prefeito reeleito e vice eleitos em sufrágio universal                                           |
| 17 | Paulo Fumio Tokuzumi            | PSDB      | Viviane Domschke Galvão de Oliveira (DEM) | 1º de janeiro de 2013   | 31 de dezembro de 2016 | Prefeito e vice eleitos em sufrágio universal                                                    |
| 18 | Rodrigo Kenji de Souza Ashiuchi | PR        | Walmir Pinto (PDT)                        | 1º de janeiro de 2017   | 31 de dezembro de 2020 | Prefeito e vice eleitos em sufrágio universal                                                    |
| 18 | Rodrigo Kenji de Souza Ashiuchi | PL        | Walmir Pinto (PDT)                        | 1º de janeiro de 2021   | 31 de dezembro de 2024 | Prefeito e vice reeleitos em sufrágio universal                                                  |
| 19 | Pedro Charles Shirakawa Ishi    | PL        | Said Raful Neto (PSD)                     | 1° de janeiro de 2025   | Atualidade             | Prefeito e vice eleitos em sufrágio universal                                                    |

## Ver Também
- Suzano
- Cronologia da história de Suzano
- Eleição municipal de Suzano em 2012
- Eleição municipal de Suzano em 2016
- Eleição municipal de Suzano em 2020